# 曼瑟拉县

所在位置

曼瑟拉县(乌尔都语: مانسہرہ)，是巴基斯坦开伯尔－普赫图赫瓦省东北部的一个县。总面积4,579平方公里，总人口1,152,839(1998)。喀喇昆仑公路经过此县。

## 行政区划
曼瑟拉县分为3个乡，59个联合委员会。